# Torneo de Auckland 2025
El ASB Classic 2025 fue un evento de tenis de la ATP Tour 250 en su rama masculina y WTA 250 en la femenina, se disputó en Auckland (Nueva Zelanda) en el complejo ASB Tennis Centre y en cancha dura al aire libre, siendo parte de una serie de eventos que hicieron de antesala al Abierto de Australia, desde el 30 de diciembre hasta el 5 de enero de 2025, las mujeres y desde el 6 hasta el 11 de enero los hombres.

## Distribución de puntos
| Modalidad            | Campeón | Finalista | Semifinales | Cuartos de final | 2ª ronda | 1ª ronda | Clasificados | 2ª ronda de clasificación | 1ª ronda de clasificación |
| Individual masculino | 250     | 165       | 100         | 50               | 25       | 0        | 13           | 7                         | 0                         |
| Dobles masculino     | 250     | 150       | 90          | 45               | 20       | 0        | -            | -                         | -                         |

| Modalidad           | Campeona | Finalista | Semifinales | Cuartos de final | 2.ª ronda | 1.ª ronda | Clasificadas | 2.ª ronda de clasificación | 1.ª ronda de clasificación |
| Individual femenino | 250      | 163       | 98          | 54               | 30        | 1         | 18           | 12                         | 1                          |
| Dobles femenino     | 250      | 163       | 98          | 54               | 1         | -         | -            | -                          | -                          |

## Cabezas de serie

### Individuales masculino
| Tenista                    | Ranking | Preclasificado |
| Ben Shelton                | 21      | 1              |
| Alejandro Tabilo           | 23      | 2              |
| Sebastián Báez             | 27      | 3              |
| Francisco Cerúndolo        | 30      | 4              |
| Giovanni Mpetshi Perricard | 31      | 5              |
| Flavio Cobolli             | 32      | 6              |
| Nuno Borges                | 36      | 7              |
| Alex Michelsen             | 41      | 8              |
| Jan-Lennard Struff         | 42      | 9              |

- Ranking del 30 de diciembre de 2024.[3]

### Dobles masculino
| Tenista                        | Ranking | Preclasificado |
| Nikola Mektić Michael Venus    | 23      | 1              |
| Máximo González Andrés Molteni | 43      | 2              |
| Julian Cash Lloyd Glasspool    | 60      | 3              |
| Sadio Doumbia Fabien Reboul    | 66      | 4              |

### Individuales femenino
| Tenista          | Ranking | Preclasificada |
| Madison Keys     | 21      | 1              |
| Elise Mertens    | 34      | 2              |
| Amanda Anisimova | 31      | 3              |
| Lulu Sun         | 32      | 4              |
| Clara Tauson     | 50      | 5              |
| Emma Raducanu    | 57      | 6              |
| Naomi Osaka      | 58      | 7              |
| Katie Volynets   | 59      | 8              |

- Ranking del 23 de diciembre de 2024.[4]

### Dobles femenino
| Tenista                       | Ranking | Preclasificada |
| Sofia Kenin Elise Mertens     | 31      | 1              |
| Jiang Xinyu Fang-hsien Wu     | 98      | 2              |
| Makoto Ninomiya Fanny Stollár | 122     | 3              |
| Katarzyna Piter Tang Qianhui  | 142     | 4              |

## Campeones

### Individual masculino
Gaël Monfils venció a  Zizou Bergs por 6-3, 6-4

### Individual femenino
Clara Tauson venció a  Naomi Osaka por 4-6, ret.

### Dobles masculino
Nikola Mektić /  Michael Venus vencieron a  Christian Harrison /  Rajeev Ram por w/o

### Dobles femenino
Jiang Xinyu /  Wu Fang-hsien vencieron a  Aleksandra Krunić /  Sabrina Santamaria por 6-3, 6-4